# 구매 주문서

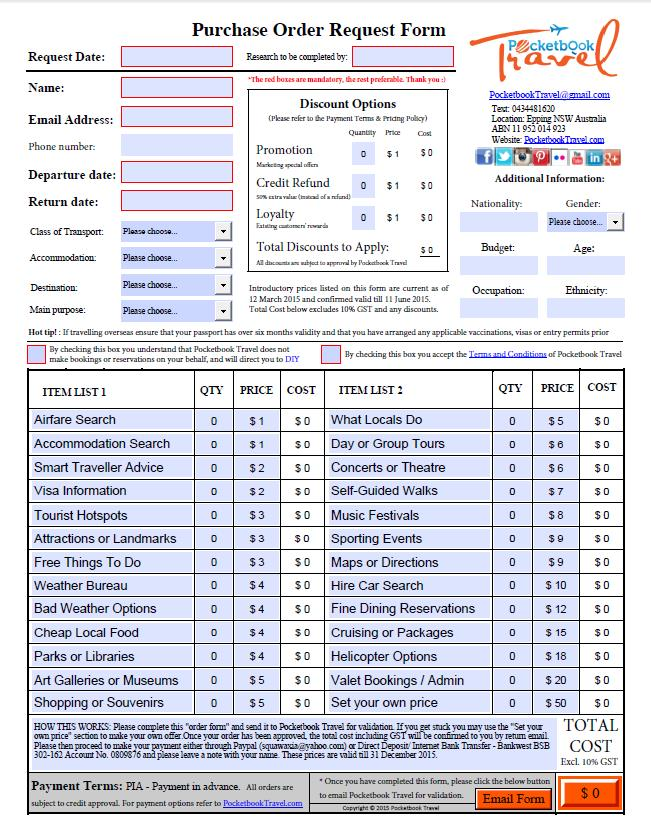
한 여행사의 구매 주문서 예시

구매 주문서(Purchase order, PO)는 구매자가 판매자에게 발행하는 상업 문서로, 필요한 제품이나 서비스의 유형, 수량, 합의된 가격을 명시한다. 이는 외부 공급업체의 제품 및 서비스 구매를 통제하는 데 사용된다. 구매 주문은 ERP(전사적 자원 관리) 시스템 주문의 필수 부분일 수 있다.
인덴트(indent)는 특정 판매 조건에 따라 에이전트(인덴트 에이전트)를 통해 이루어지는 구매 주문이다.
구매 주문서 발행 자체가 계약을 형성하지는 않는다. 사전 계약이 존재하지 않는 경우, 구매자와 판매자 사이에 계약이 성립되는 것은 판매자의 주문 수락이다.

## 개요
구매 주문을 통해 구매자는 투명성을 유지하기 위해 판매자와 명확하고 공개적으로 소통할 수 있다. 또한 구매 대리인이 들어오는 주문과 보류 중인 주문을 관리하는 데 도움이 될 수도 있다. 구매자가 상품이나 서비스에 대한 지불을 거부하는 경우 판매자는 구매 주문을 통해 보호된다.
구매 주문은 표준 절차에 따라 구매 프로세스를 간소화한다는 이점을 제공한다. 상업 대출 기관이나 금융기관은 구매 주문을 기반으로 재정 지원을 제공할 수 있다. 거의 모든 금융 기관에서 기업인이 구매 주문에 사용할 수 있도록 허용하는 다양한 무역 금융 시설이 있다.
1. 선적 전 신용 시설
2. 배송 후 신용 제도
3. 무역금융시설
4. 외국어음매입신용편의
5. 퇴직금 청구 제도
6. 주문 확인
7. 후속 조치

구매 주문의 목적은 직접 소비 또는 재고용 자재를 조달하고, 서비스를 조달하고, 외부 자원을 사용하여 고객 요구 사항을 충족하거나 생산에 필요한 자재를 내부 소스에서 조달하는 것이다(장거리 공장 내 재고 이전). 또한 일회성 조달 거래를 수행하고 협상된 조건을 최대한 활용하거나 기존 자원 용량을 최적으로 활용하여 구매를 최적화할 수도 있다.
구매 주문 작성은 일반적으로 ERP 시스템의 구매-지불 프로세스의 첫 번째 단계이다. 구매 주문에는 SKU 코드가 필요할 수 있다.
많은 조직에서는 직원이 구매 주문서를 발행하는 대신 저가 구매에 구매 카드(또는 조달 카드)를 사용하도록 권장한다.
미래의 비즈니스 시나리오에서는 구매 주문에 대한 역할이 줄어들거나 완전히 제거되어 조직이 과거보다 더 작고 전략적인 조달 기능을 갖게 될 것으로 예상한다. 액센츄어 컨설턴트의 카이 노오셀(Kai Nowosel)과 크리스 티머만스(Kris Timmermans)는 디지털 시스템이 상품 확인을 제공하고 자금을 승인할 수 있는데 왜 구매 주문과 송장이 필요한지 묻고, 디지털 기능과 공급 분석이 "향후 몇 년 내에" 구매 주문 및 프로세스의 환경을 변화시킬 것이라고 이야기한다.

## 같이 보기
- 송장